# Locomobile
Locomobile (Локомобіль) — із 1899 року американський виробник автомобілів. Штаб-квартира знаходиться в Бріджпорті, штат Коннектикут. У 1920 році фірму купує компанія Mercer. У 1921 році компанія знову стає незалежною. У 1922 році фірму купує концерн Durant Motors. У 1929 році компанія припинила виробництво автомобілів.

## Заснування компанії Locomobile. Виробництво парових автомобілів
У 1899 році Джон Брисбен Волкер, підприємець і власник журналу «Cosmopolitan», побачив видовищне шоу — гонки на швидкість підйому в гору на парових машинах, у гонках брали участь паровики братів Стенлі. Уже зранку наступного дня Волкер стояв за дверима контори братів з проханням продати половину фірми йому, брати відмовили. Волкер пішов ні з чим, але повернувся через два місяці вже з пропозицією викупити всю фірму. Стенлі відмовили і цього разу, але Волкер не йде і наполягає на своєму. Тоді Френсіс і Фрілен відійшли за кут і стали про щось сперечатися, в підсумку повертаються до Волкера і пропонують йому викупити фірму з патентами на всі винаходи за астрономічну суму — 250 000 доларів. На їхнє здивування Волкер погоджується.
Волкер дає завдаток у 10 000 доларів і обіцяє протягом 10 днів викупити фірму, а сам — бігом шукати інвесторів. Обдзвонивши всіх знайомих і організації, залишається ні з чим. Тоді в «день X» об 11-ій ранку йде до свого сусіда — мільйонера Амці Лоренцо Барбера, який піднявся на асфальтовому бізнесі, і пропонує йому купити половину бізнесу братів Стенлі за 250 тис. доларів. Нувориш погоджується і дає грошей. Волкер біжить до Стенлі і викуповує фірму разом з виробничими потужностями і патентами. Господарями нової фірми, яку назвали Локомобіль, стають Волкер і Барбер. Вони починають випускати автомобілі Стенлі під назвою Locomobile Steamer (Локомобіль Паровик). Брати Стенлі залишаються працювати на заводі як інженери-консультанти.

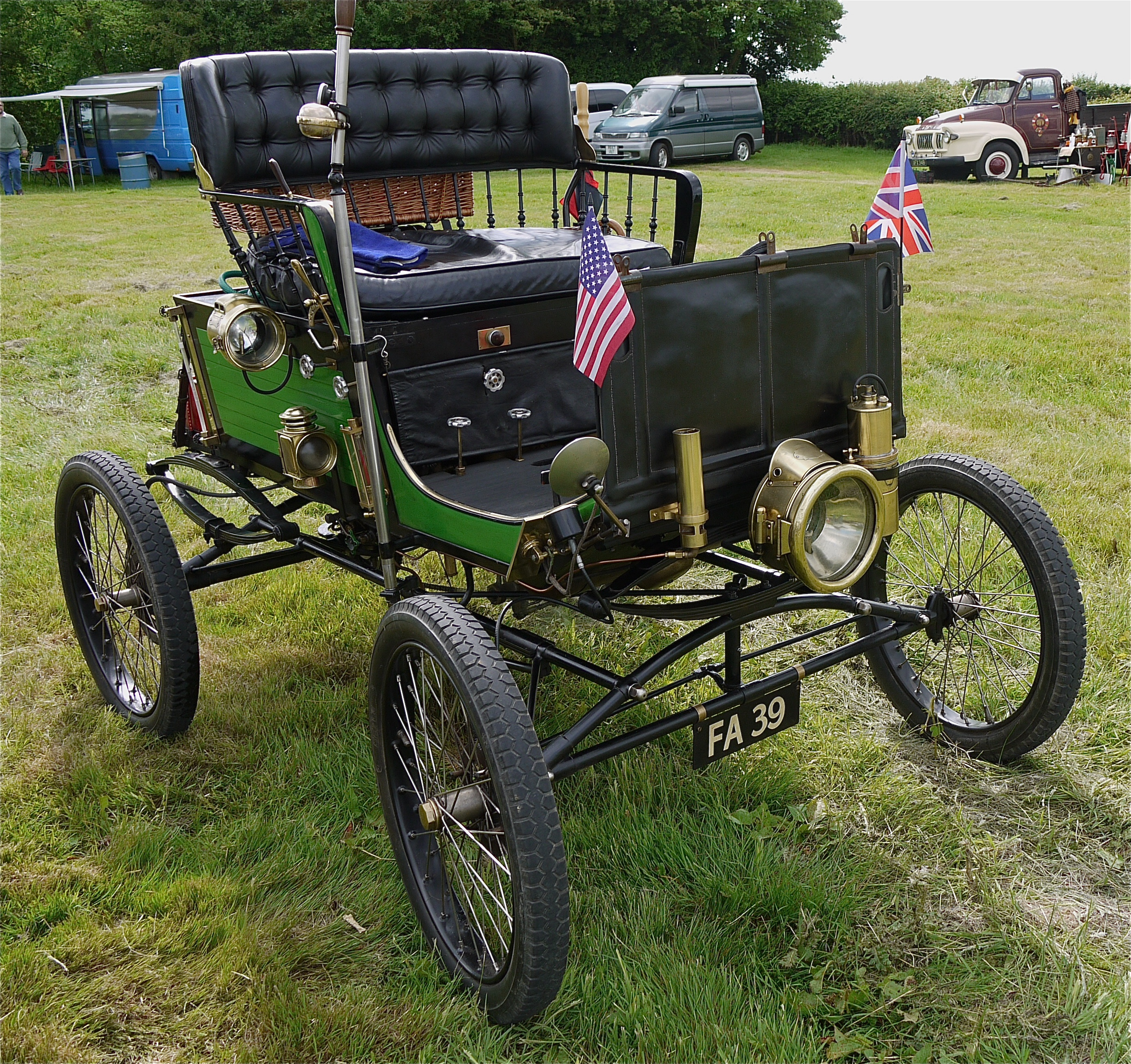
Locomobile Steamer

У листопаді 1899 року відбувається одна невелика історична подія, яка йде на користь продажів автомобілів — 25-й президент США Мак-Кінлі їде як пасажир на паровику, управляє яким один із братів Стенлі. Це був перший випадок в історії, коли глава держави прокатався на моторизованому транспортному засобі.
Відбувалося ця дія у Вашингтоні, неподалік від Білого дому.
Справи у фірми пішли дуже добре, адже автомобільний бізнес тільки зароджувався в США: лікарям, юристам і решті люду був потрібний транспорт для поїздок по клієнтах, на роботу і т.д, тож попит перевищував пропозицію, у перший же рік вони продали близько 200 паровиків. Але незабаром партнери сваряться, оскільки кожен хоче притягти в бізнес своїх родичів, внаслідок чого на початку 1900 року Волкер переїжджає в будівлю нового заводу, побудованого в Террітауні, Нью-Йорк, і починає випускати свої паровики під брендом Mobile. Спочатку справи йшли у нього непогано, але в 1902 році йому вдається зібрати і продати всього 600 паровиків, у зв'язку з чим він припиняє виробництво автомобілів.
Фірма Локомобіль у цей же час стає найбільшим автомобільним виробником Америки, випустивши до 1902 року 5 200 парових автомобілів. Автомобілі цієї марки стали першими, які були задіяні у військових умовах — в Англо-бурській війні автомобілі Локомобіль використовувалися як тягачі для пересувних генераторів і прожекторів. У тому ж 1902 році Барбер розуміє, що Волкер надурив його і що він купив всю фірму за 250 000 доларів. Тож тепер Барбер вводить у бізнес свого пасинка — Семюела Тодда Девіса і робить його фінансовим керуючим фірми. У тому ж році Девіс радить батькові купити землю і побудувати нові площі в Коннектикуті, в місті Бріджпорт.
Але в 1902 році фірма ледь не потрапляє під банкрутство, і Барбер звертається до свого зведеного брата Олбрайта. Зведений брат радий пропозицією і вкладає гроші в підприємство родича, сам Барбер відходить від справ, і директором фірми стає його пасинок Девіс. Протягом декількох років Девіс входив до ради директорів Національної асоціації автовиробників. І коли він був головою ради, знайомиться з членом спілки — Ендрю Лоуренсом Райкером, молодим інженером, який встиг зробити собі ім'я. Обидва молодики починають дружити, через якийсь час Райкер стає першим співзасновником та першим президентом Співтовариства автотранспортних інженерів (англ. Society of Automotive Engineers, нині — SAE International).

## Виробництво автомобілів ізДВЗ

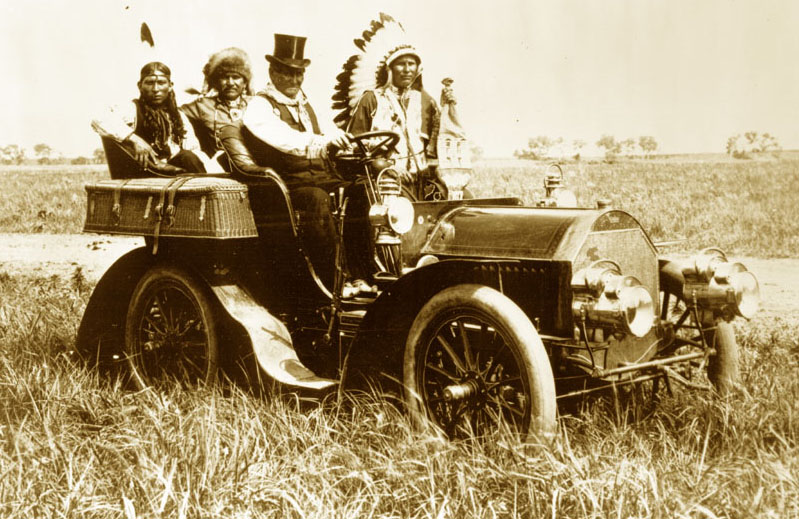
Locomobile C 1904 року

У тому ж 1902 році Девіс розуміє, що майбутнє не за паровими автомобілями (в 1904 році було продано всього 400 паровиків), а за автомобілями з двигунами внутрішнього згоряння. Він запрошує Райкера у фірму Локомобіль на посаду віцепрезидента, що відповідає за конструкторський відділ, плюс дарує йому 100 000 акцій, Райкер погоджується. І в листопаді того ж року з'являється 4-циліндровий 12-сильний автомобіль моделі Ц (С).

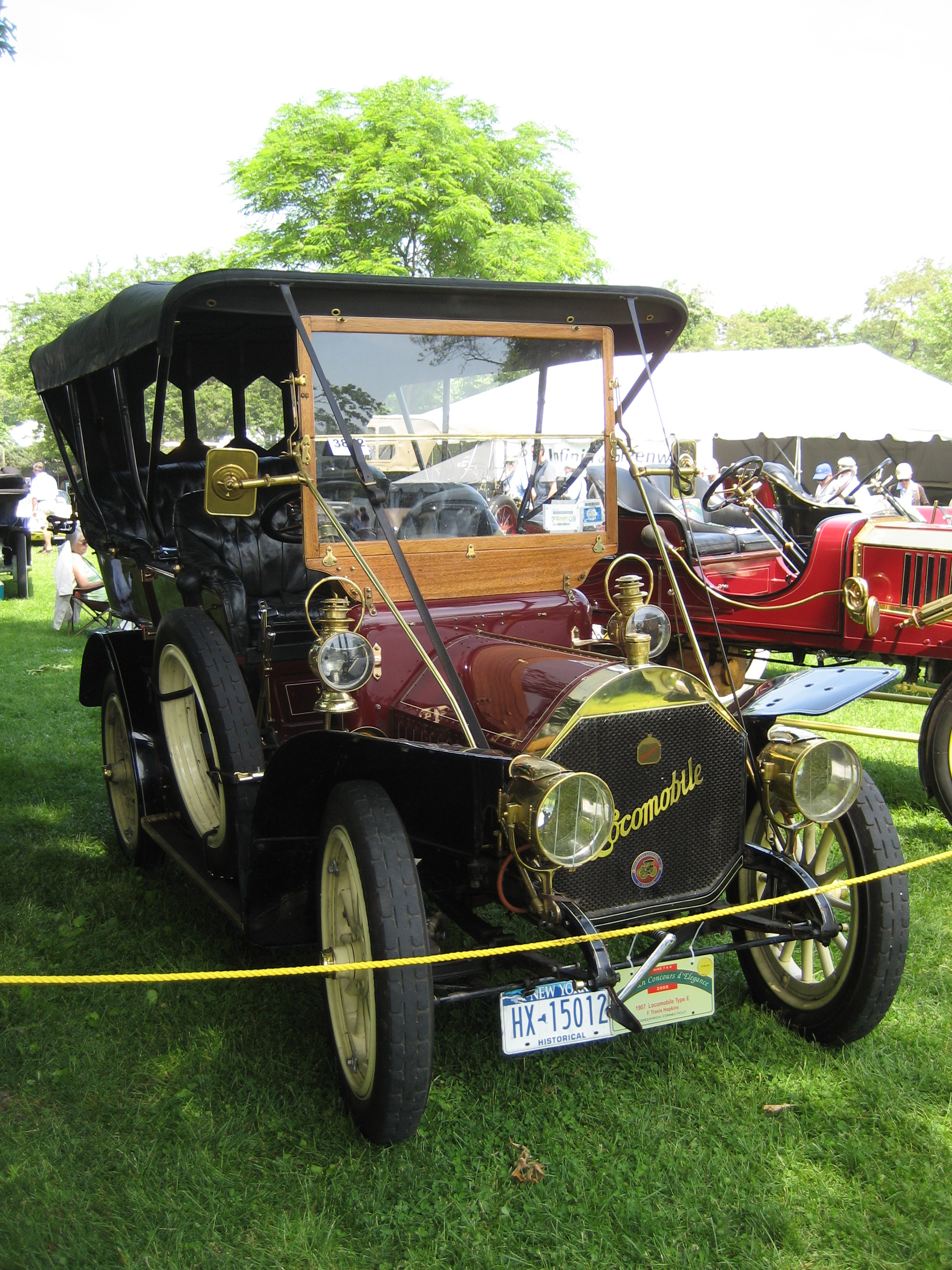
Locomobile E 1907 року

Слідом за нею з'являється «D» (20 сил) і в 1905–1906 роках моделі: «Е» (20 сил), «F» (45 сил) і «Н» (35 сил).
У тому ж знаменному році Локомобіль продає назад патенти на паровики братам Стенлі всього за 20 000 доларів.
У 1905 році фірма, як і багато інших у той час, вирішує робити собі ім'я на автогонках, для цього створюється автомобіль з двигуном в 16.2 л (90 сил) для участі в гонках на «Кубок Гордона Беннета», але машину підводить коробка передач, а запчастин до неї немає, тож Ждо Трейсі встигає зробити лише два кола на ній, але на «Кубку Вандербільда» Трейсі вже займає третє місце.
У 1906 році Райкер будує новий болід — 17.7-літровий 120-сильний автомобіль.
У 1906 відбувається саботаж — хтось порізав покришки гоночного автомобіля, і Трейсі не бере участі в заїздах на «Кубок Вандербільда».

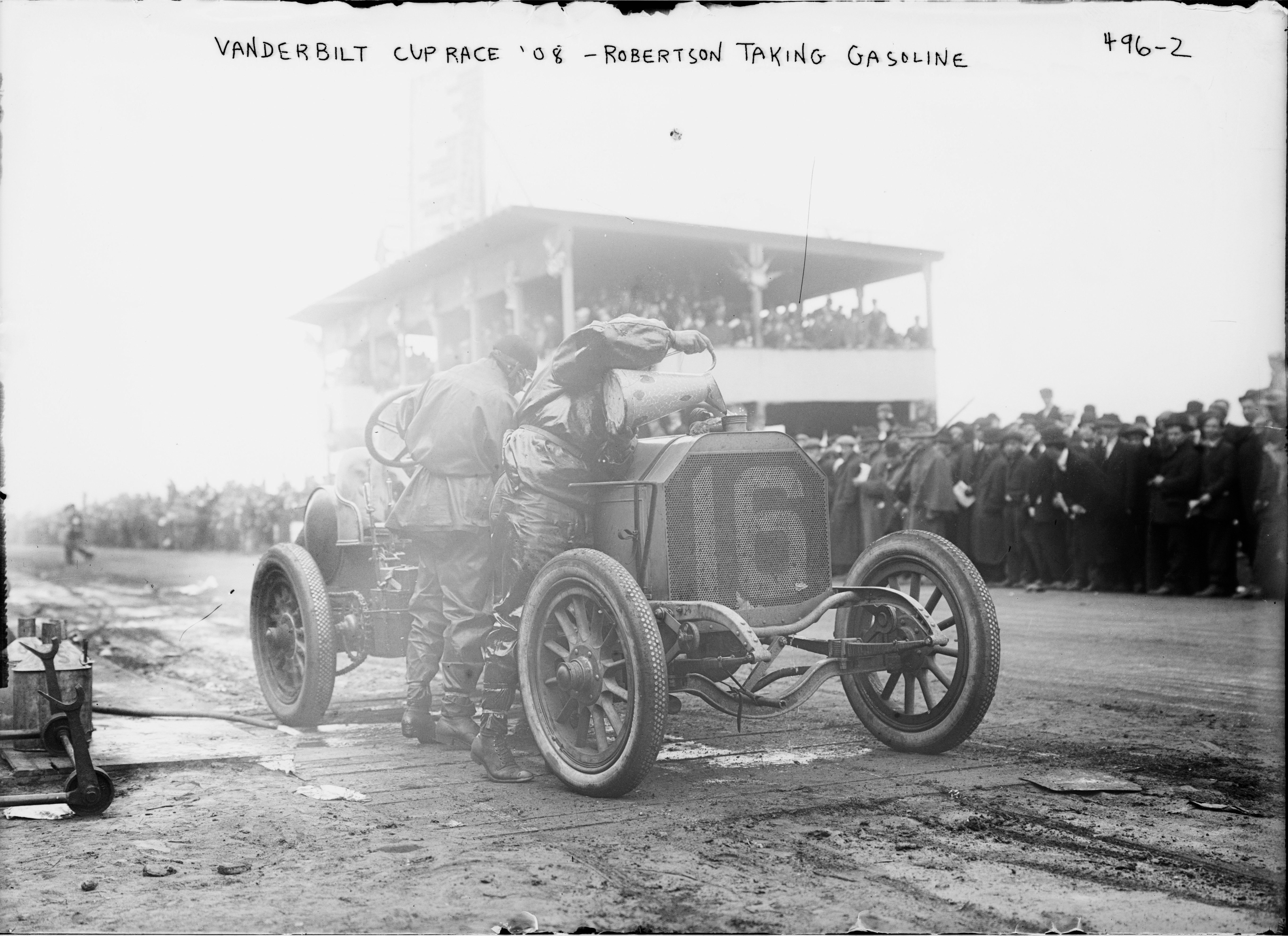
Locomobile Old 16 100 років тому

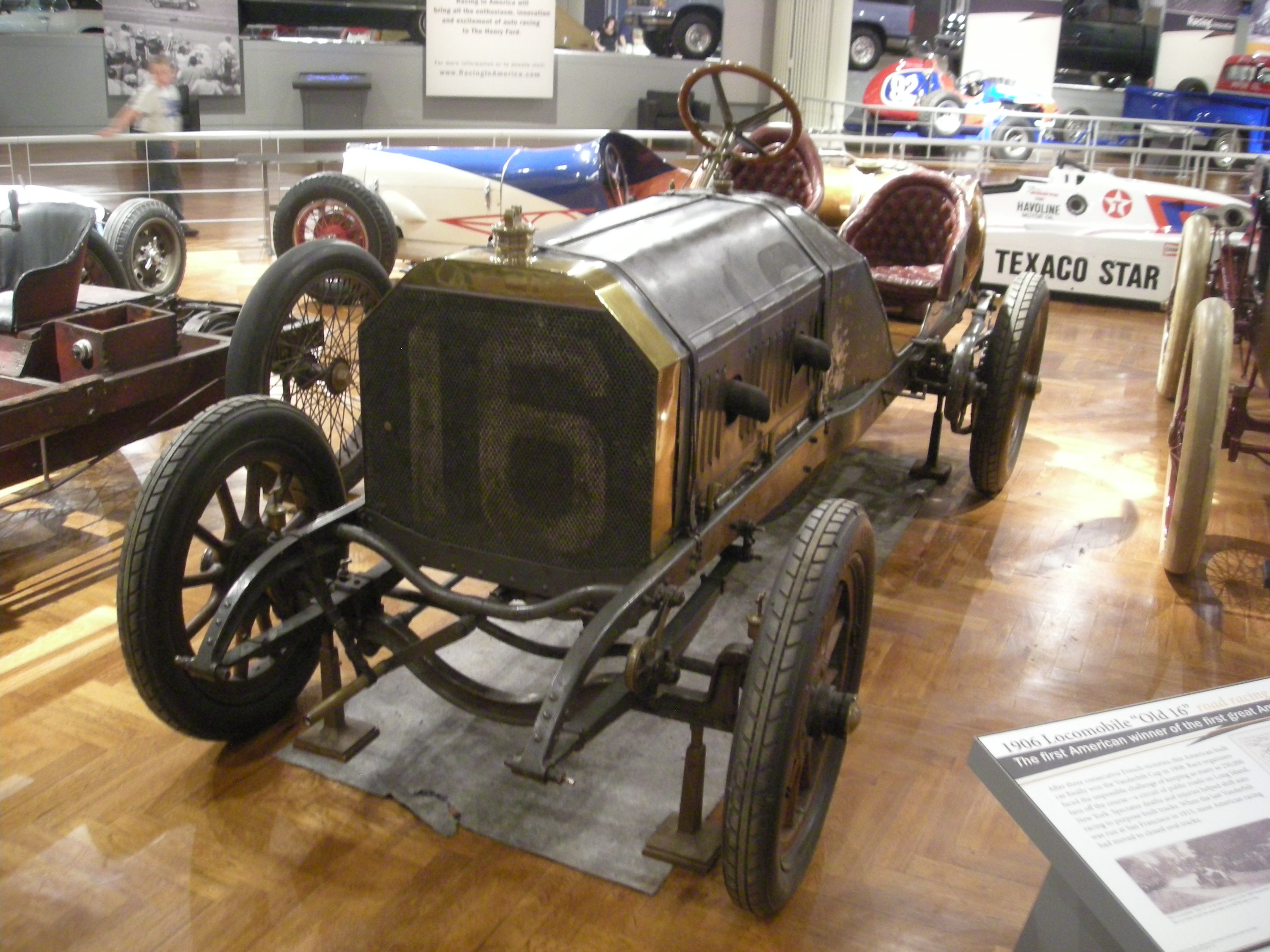
Locomobile Old 16 зараз

Але в 1908 році машина завойовує перше місце на «Кубку Вандербільда», машина мала на борту номер «16», за кермом сидів Робертсон. Пізніше машина стала відома як Old 16, і зараз вона виставлена в музеї Форда.
Третє місце також зайняв Локомобіль, який ніс бортовий номер «1» і за кермом сидів Флорида.
«Локо» обійшов гоночний Фіат, Ісотта та інші гоночні легенди. Таким чином ставши першим американським автомобілем, який виграв міжнародні перегони.

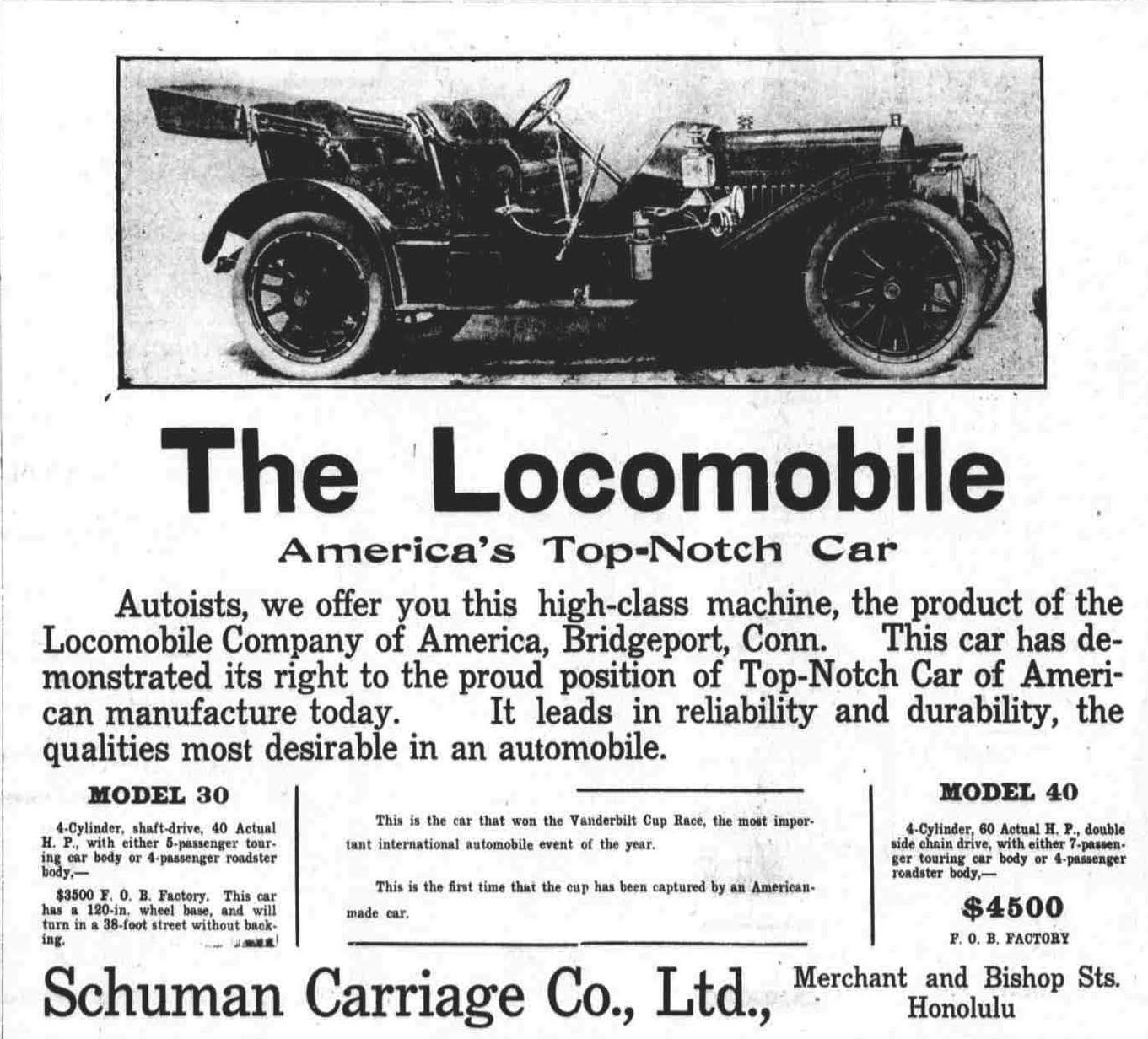
Locomobile 40 Limousine

Локомобіль, досягнувши наміченої мети, йде з гонок, і рекламує свої автомобілі під слоганом «Best Built Car in America» («Найкращі автомобілі, побудовані в США»). Тим самим стаючи одними з найдорожчих автомобілів у Штатах, за Локомобіль 40НР з 60-сильним мотором і дешевим кузовом «Ранебоут» просили 4 500 доларів. Так що не дивно, що серед господарів машин виявляються аристократи Мелон, Гоулд, сам Вандербільд, Уанамакер, губернатор штату Массачусетс — Кокс і актори Чарлін Чаплін, Томмі Мікс та Сесіль Де Міль.
У 1909 році Райкер починає проєктувати новий автомобіль, до цього моменту за Локомобілем встановилася слава найдорожчого американського автомобіля; «Пірс Ерроу», «Пакард», «Пірлесс» були теж дорогими і солідними, але до «Локо» їм було далеко.
У 1911 році з'являється нарешті нова модель — М48, на ній стоїть 6-циліндровий мотор об'ємом у 7.6 л, що розвивав 48 сил. Автомобіль мав шасі з базою в 3.6 м і масою в 3 тонни. В автомобілі використовувалися бронза, алюміній, латунь і жерсть найкращої якості, які тільки можна було знайти. Машина коштувала 10 000 доларів (Форд Т, наприклад, коштував 300), тож у перший рік продали всього 3 машини, між тим компанія продовжила випуск дешевших масових автомобілів серії «L» і «I».

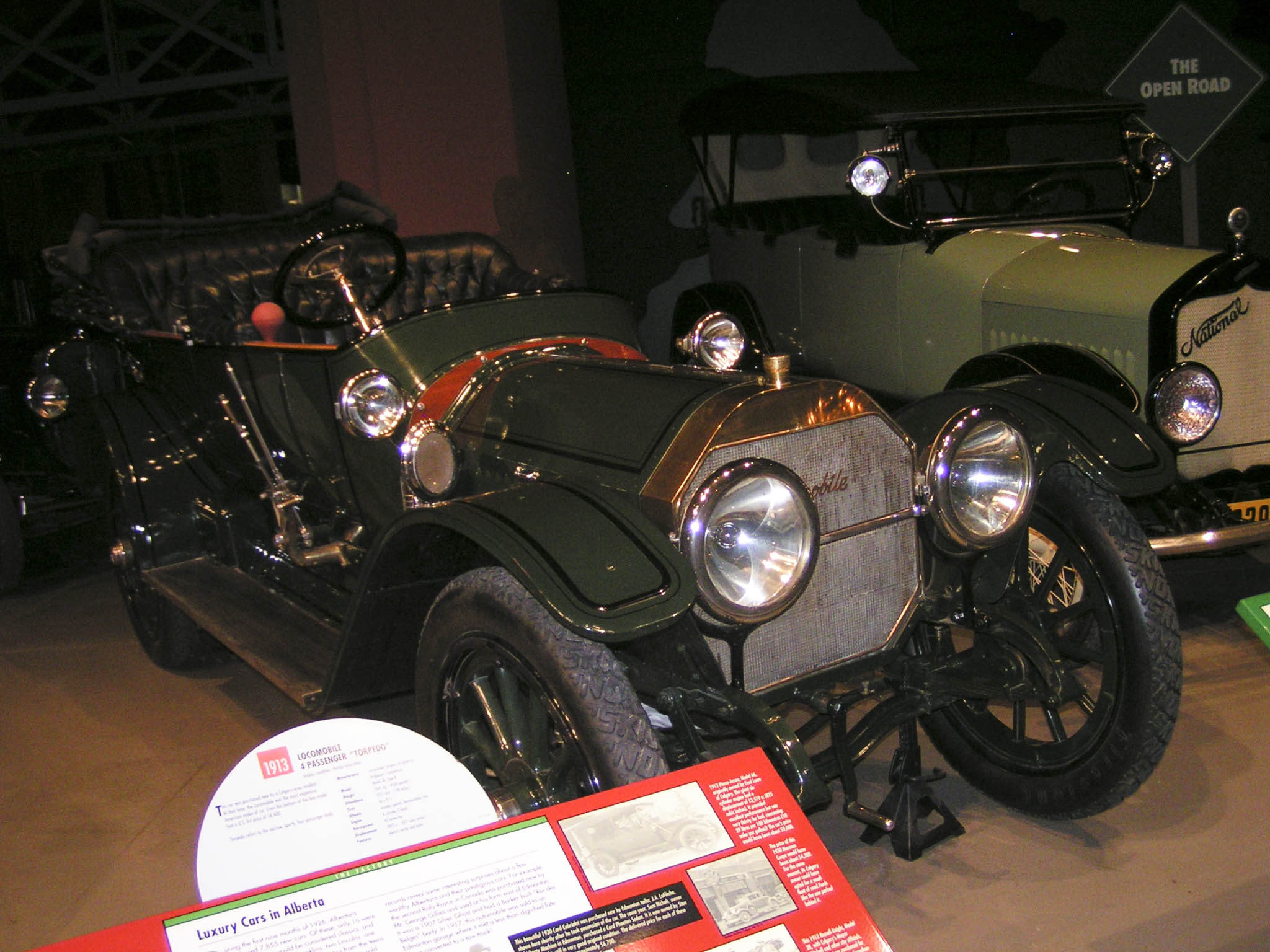
Locomobile M48 1913 року

Тим часом, М48 теж не стоїть на місці, її модернізують до 1913 року, М48 Серія 3 має під капотом 8.6 л мотор, який розвиває 82 сили.

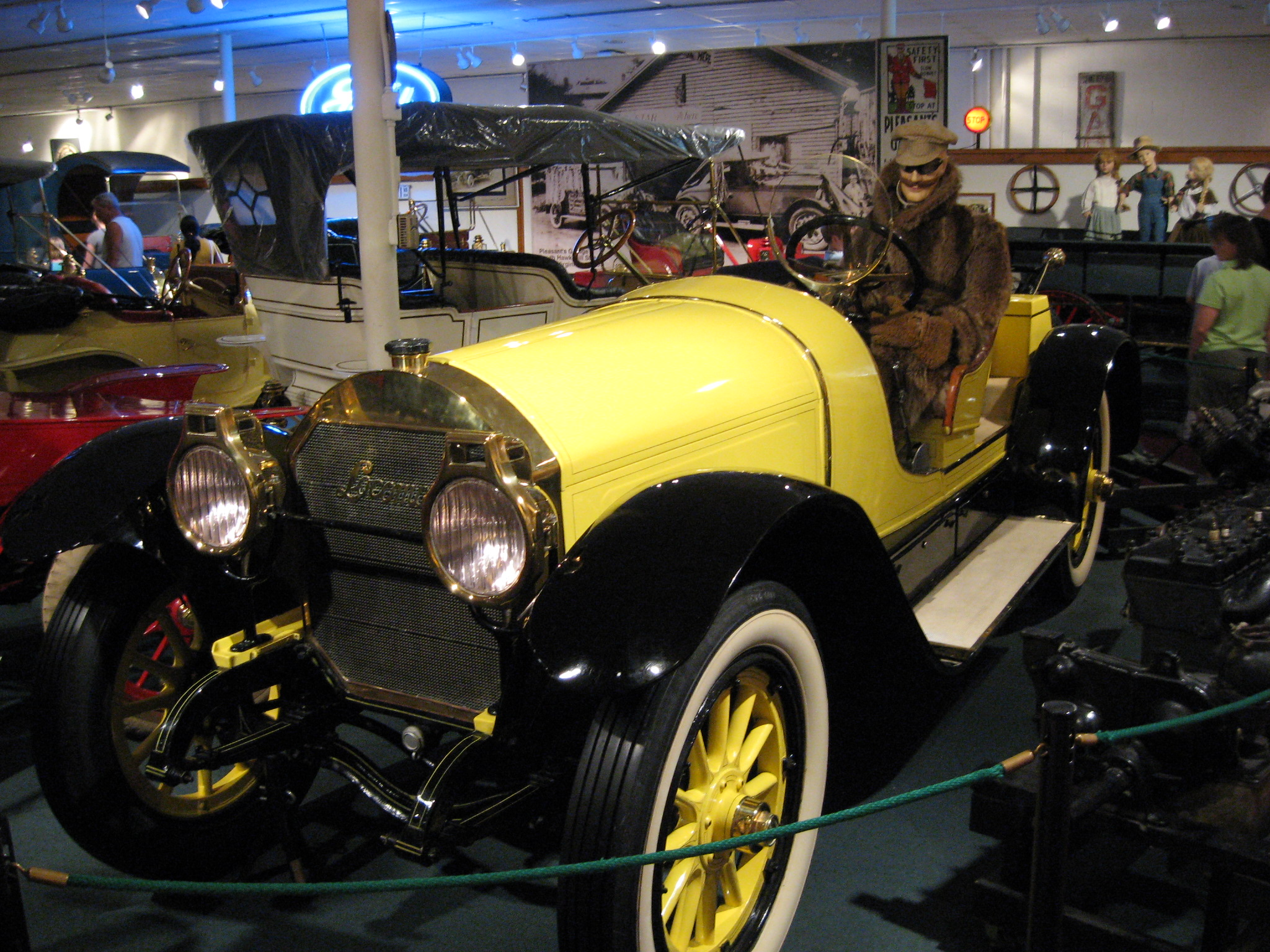
Locomobile R38 1914 року

У 1912 році з'являється модель R38, зменшена копія М48, створена для конкуренції з «Пірс Ерроу».
Машина мала двигун потужністю в 38 сил і випускалася до 1917 року.

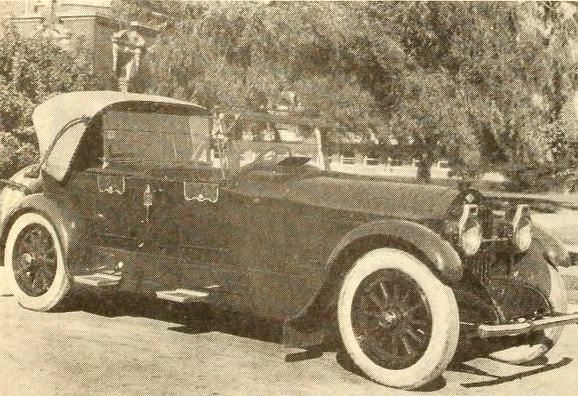
Locomobile M48 Dual Cowl

В оббивці автомобілів використовувалися дорогі англійські тканини, велюр, гобелени, як освітлення в салоні були лампи від Тіффані. У списку власників — найбагатші люди Америки: Вандербільд, Карнегі, Ремблінг, Вріглі і Ермоур. У 1914 році Девіс виставляється на останній передвоєнній автомобільній виставці в Парижі. Там він знайомиться з Франком Де Коссом, який працює в кузовному ательє Kellne et ses Fils, і кличе його в Штати, щоб очолити дизайнерський відділ фірми Локомобіль — Де Косс погоджується. Окрім цього, Девіс умовляє працювати на нього і відому художницю і дизайнера інтер'єрів Елсі Де Вульф. Ця пара створює перший у світі кузов Dual Cowl для Родмана Уонамейкера.
У 1914 році фірма Девіса починає випускати вантажівки під маркою «Райкер» для британської армії, Девіс не хотів псувати імідж солідної марки вантажівками, як це робили інші фірми, але водночас вантажівки приносили непоганий прибуток.
Усе б тривало добре, якби 31 серпня 1915 року в Девіса не трапився обширний інсульт. У віці 42-х років він помер. Локомобіль був у цей момент на вершині свого успіху, і Девіс був геніальним управлінцем, його було важко замінити. Біля керма фірми став Олбрайт. А Райкер всі свої сили витрачав на розробку й проєктування «кращих автомобілів». Завдяки війні в Європі їхній бізнес процвітав. Але в 1917 році США вступають у війну, і фірма отримує держзамовлення на вантажівки «Райкер». Для цього доводиться призупинити виробництво легковиків Локомобіль (але 329 вже замовлених М48 вирішено випустити для клієнтів).
Олбрайт вирішив, що станеться бум виробництва, набрав боргів і розширив потужності фірми, але держзамовлення скасували, а суспільство того року зайняло вичікувальну позицію й автомобілі особливо не купувало. Тому, незважаючи на прибуток в 1.9 млн доларів в 1919 році, фірма не змогла погасити свої заборгованості й пішла на дно.

## Locomobile у складі компаній Mercer та Durant Motors. Припинення виробництва автомобілів. Закриття компанії
Олбрайт вирішив не доводити справу до банкрутства і продає компанію фірмі Mercer. У той же час сам Мерсер належить синдикату Уолл Стріт. Мерсер, біля керма якої стоїть колишній власник Паккарда — Хейр (Hare), купує ще одну фірму — Симплекс, і організовує концерн Хейр Моторс.
Райкер стає віцепрезидентом компанії і інженером, що відповідає за мобілі Simplex і Locomobile, а також вантажівки Kelley-Springfield. Але компанії бракує коштів, тому в 1921 році марка Локомобіль знову стає незалежною і Райкер проводить модернізацію старої моделі М48, намагаючись повернути колишню славу, але, розчарований, покидає фірму. Слідом за ним іде Де Косс, щоб заснувати свою дизайн-студію (пізніше він буде створювати кузови для Франкліна).

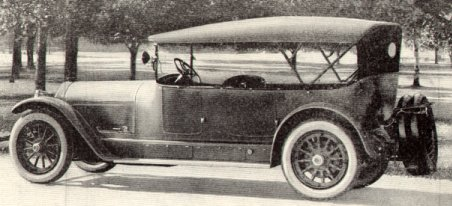
Locomobile M48 Sportif

У 1922 році Вільяма Дюрана виганяють з ради директорів Дженерал Моторс, він створює за допомогою спонсорів новий концерн — Дюрант Моторс і купує фірму Локомобіль. Він наймає Ле Барона і Дітріха, щоб вони омолодили зовні М48, яка носить уже приставку «Серіес 8», але, по суті, це була машина з вузлами автомобіля 1919 року, тому це була вже застаріла машина.

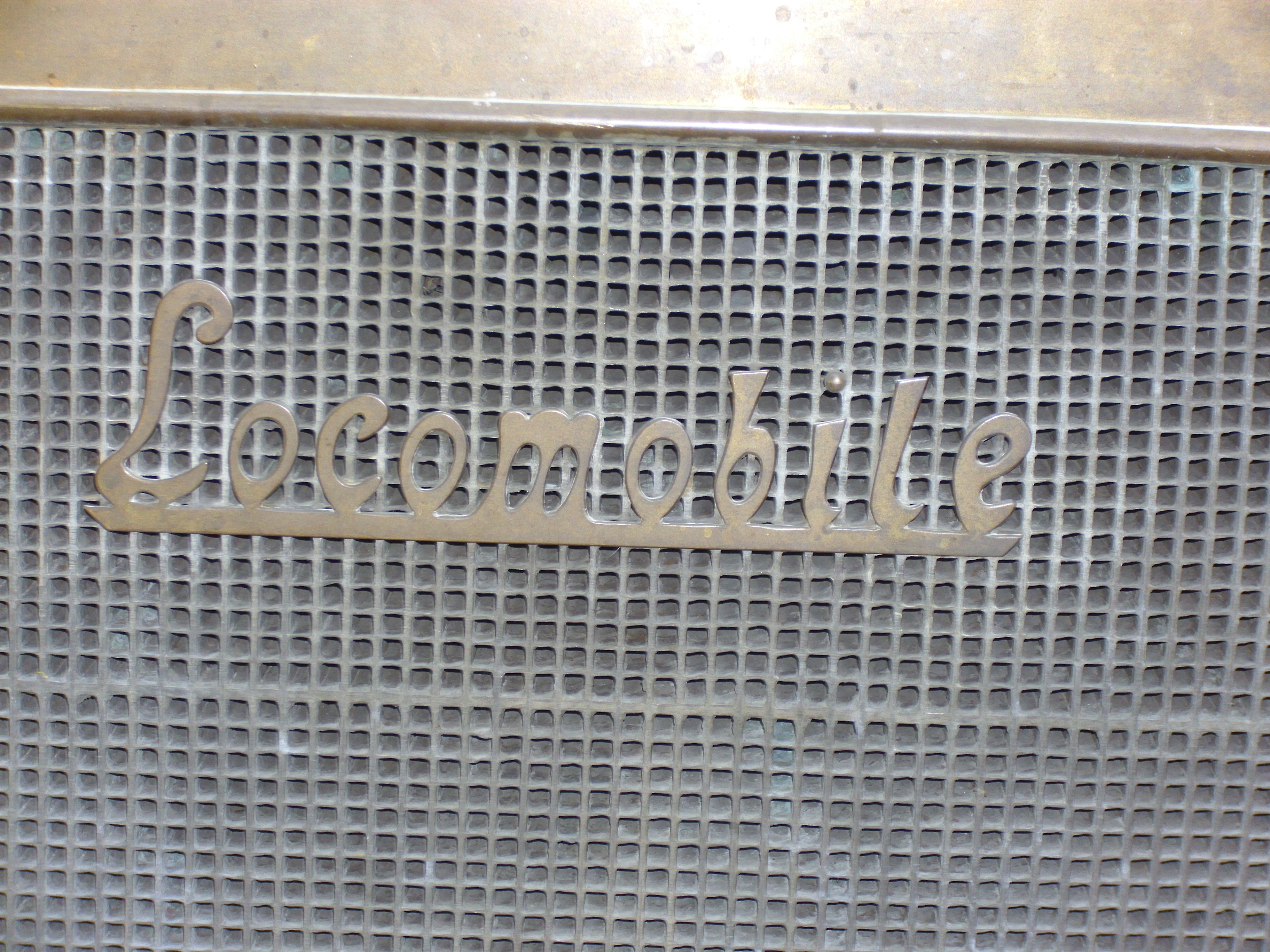
Логотип Locomobile

У підсумку 1924 року представляють М48 Серії 19000, яка коштувала на 2000 доларів дешевше. По суті, це був все той довоєнний М48, тому в 1925 році серію остаточно припинили випускати.
Замість неї в серію пішла нова модель 90, машина мала рядну 6-ку об'ємом в 6.1 л, що розвивала 86 сил.
У тому ж 1925 році Дюрант для конкуренції з Chrysler і Шевроле запускає в серію Junior-8. Машина має рядну вісімку потужністю 66 сил. Але, по суті, Локомобіль конкурує з автомобілями Флінт зі свого ж концерну.
Через рік її замінює серія 8-66.
Також з'являється серія 8-80 з мотором 4.9 л і 4-літрова модель 8-70.
За 1927–1928 роки вдається випустити і продати близько 2500 8-циліндрових Локомобілів.
У 1929 році з'являються моделі 8-86 і 8-88, але врятувати компанію в кризі вони не здатні, і завод закриває свої ворота назавжди.
Нини відомо про 167 автомобілів М48, 2 — 90-ї серії і 21 — 8-циліндрових Локомобілів.

## Список автомобілів Locomobile
- 1899 — Locomobile Steamer
- 1902 — Locomobile A
  - Locomobile B
- 1903 — Locomobile C
  - Locomobile D
- 1905 — Locomobile E
  - Locomobile H
  - Locomobile F
- 1908 — Locomobile I
- 1909 — Locomobile 30 (L)
  - Locomobile 40 (I)
- 1911 — Locomobile M48
- 1912 — Locomobile R38
- 1924 — Locomobile 90
- 1925 — Locomobile Junior-8
- 1926 — Locomobile 8-66
- 1927 — Locomobile 8-80
  - Locomobile 8-70
- 1929 — Locomobile 8-86
  - Locomobile 8-88